# José Santos Meza Cortés
José santos Meza (Santa Rosalía, Baja California, México, 12 de marzo de 1926-Tijuana, diciembre de 2013) fue un deportista y entrenador de baloncesto mexicano.

## Biografía
Nacido en la Santa Rosalía (Baja California Sur), Maestro Normalista de la Escuela Primaria, practicó durante su juventud baloncesto, béisbol, voleibol y softbol.
Contrajo matrimonio con su primera esposa Estela Angulo y Ellos tuvieron cuatro niños juntos, tres varones y una hembra. Omar Meza, Oscar Meza, Rubén Meza, y María Del Carmen Meza. De otra relación tuvo a María Antonieta Meza.  Tiempo después contrajo matrimonio con su segunda esposa Concepción Hernández y tuvieron 2 hijas, Miriam  Elizabeth Meza y Cynthia Araceli Meza.
En noviembre de 2009 tras una trayectoria de 60 años impulsando el deporte en Baja California y muy en especial en Tijuana. Fue Honrado con el nombramiento de la Unidad Deportiva construido en el Sureste de la ciudad de Tijuana, por el Periférico Rosas Magallón de la 5 y 10 a Playas de Tijuana, a la altura de la nueva estación de policía ubicado en la zona que se conoce como el Parque Industrial Pacífico.

## Trayectoria deportiva como entrenador
Profesor en la Escuela Primaria El Pensador Mexicano, Entrenador de varias escuelas Primarias, Secundarias, Preparatorias y la Universidad Autónoma de Baja California.
Participó entrenando a la Selección Municipal y Selección de Baja California en la década de los 50's. Con el Equipo Trotes, llegó a ser Campeón a Nivel Municipal, y estatal en la categoría primera Fuerza.
También entreno al equipo de voleibol llegando a ser campeón municipal y subcampeón estatal.
Entre otros logros de Santos Meza está la formación y dirección del equipo Trotes de la Categoría Mayor, conjunto que se apuntó el Campeonato Estatal Baja California.
También está su trabajo como entrenador del selectivo estatal de Primera Fuerza que participó en el Campeonato nacional celebrado en Ciudad Obregón, Sonora 1974

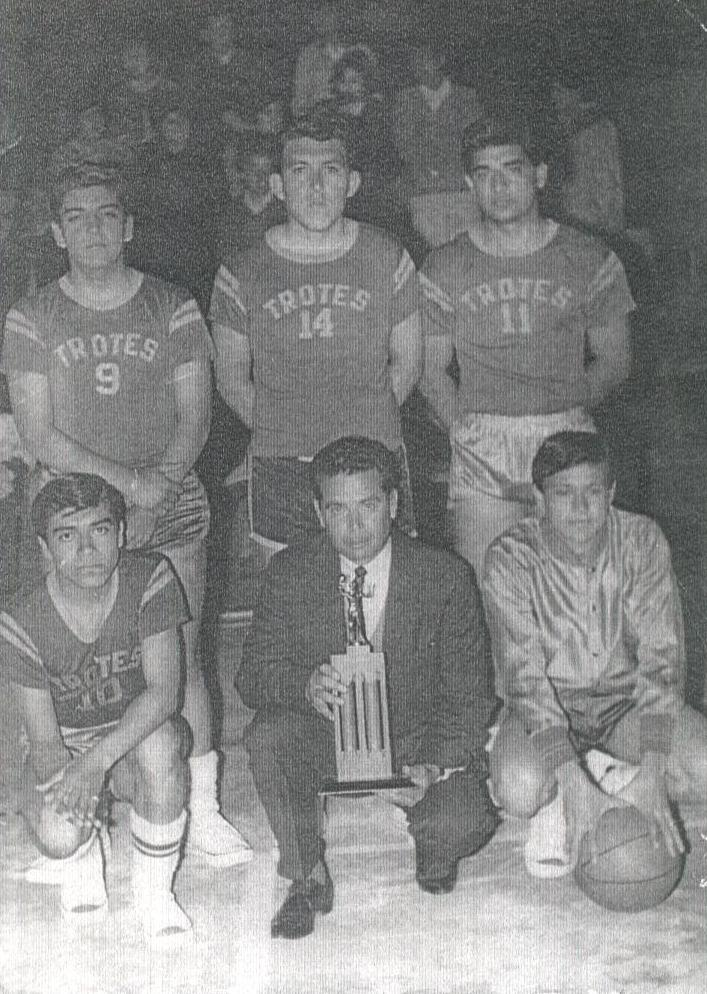
Equipo Campeón de 3.ª Fuerza Torneo ACJM. #9 Ramón Acosta Hernández, #14 Fernando Franco, #11 Leopoldo Solorzano, #10 Rodrigo Acosta, Profesor José Santos Meza Cortés, S/N Fernando Fontes.

También dirigió al equipo estatal de la Categoría Juvenil en un campeonato Nacional.
En 1974 a Nivel Nacional llevó a la selección de Baja California al campeonato nacional a Cd. Obregón, Sonora.